# 長町一丁目駅
長町一丁目駅（ながまちいっちょうめえき）は、宮城県仙台市太白区長町一丁目にある仙台市地下鉄南北線の駅である。駅番号はN14。副駅名は「市立病院前」。

## 歴史
- 1987年（昭和62年）7月15日 - 開業[1]。
- 2009年（平成21年）11月7日 - 可動式ホーム柵の運用開始。
- 2013年（平成25年）11月29日 - icsca導入に伴う自動改札機の更新工事完了[2]。
- 2014年（平成26年）
  - 8月11日 - 仙台市立病院移転に先立ち南2出口を新設、正午より供用開始。
  - 11月1日 - 仙台市立病院の移転に伴い、副駅名（市立病院前）を五橋駅から当駅に移す。
  - 12月6日 - IC乗車券・icsca導入[3]。

## 駅構造
島式ホーム1面2線を有する地下駅である。線路はかつての国道4号の下を通り、出口は道路沿いに2か所、市立病院側に1か所の計3か所ある。
のりば
| 1 | ■ 南北線 |  | 富沢方面                     |  |
| 2 | ■ 南北線 |  | 仙台・勾当台公園・泉中央方面 |  |

## 利用状況
| 乗車人員推移 | 乗車人員推移     |
| 年度         | 一日平均乗車人員 |
| ------------ | ---------------- |
| 2002         | 2,896            |
| 2003         | 2,882            |
| 2004         | 2,931            |
| 2005         | 2,980            |
| 2006         | 3,016            |
| 2007         | 3,008            |
| 2008         | 2,847            |
| 2009         | 2,767            |
| 2010         | 2,807            |
| 2011         | 2,691            |
| 2012         | 2,804            |
| 2013         | 2,866            |
| 2014         | 3,162            |
| 2015         | 3,608            |
| 2016         | 3,838            |
| 2017         | 4,025            |
| 2018         | 4,128            |
| 2019         | 4,204            |
| 2020         | 3,520            |
| 2021         | 3,668            |
| 2022         | 3,897            |
| 2023         | 4,088            |

- 2023年度（令和5年度）
  - 1日平均乗車人数：4,088人[4]

一日平均乗車人員（単位：人/日）

## 駅周辺
広瀬川にかかる広瀬橋の南に位置する。国道沿いに商店が並び、周辺は中層の建物が多い住宅地である。北1出口脇の地下にはライブハウス RIPPLE がある。この施設は全国的にも比較的珍しい、駅施設と直結したライブハウスである。昔は仙台市電が通り、長町市場前電停を経て、廃止時には現在の駅名と同じ「長町一丁目」を名乗っていた。
- 仙台市営バス・宮城交通 「長町一丁目駅」停留所
- 仙台長町三郵便局
- 仙台市立病院[6]
- 宮城県第二総合運動場・宮城県武道館
- 宮城県仙台南高等学校
- 宮城県立聴覚支援学校
- 広瀬川
- ミニストップ 仙台長町1丁目店

## 駅名について
開業前は「広瀬橋駅」と仮称したが、広瀬橋電停とバス停が広瀬橋の北側にあったこと、やはり橋の北にある河原町二丁目の旧地名も広瀬川橋下だったことから、駅名命名時に地元から広瀬橋は馴染まないとの意見があり、「長町一丁目駅」となった。

## 隣の駅
仙台市地下鉄
■南北線
河原町駅 (N13) - 長町一丁目駅 (N14) - 長町駅 (N15)